# Carl Lang (Politiker)
Carl Lang (* 20. September 1957 in Vernon, Département Eure) ist ein französischer Politiker. Von 1994 bis 2009 war er Mitglied des Europäischen Parlaments.

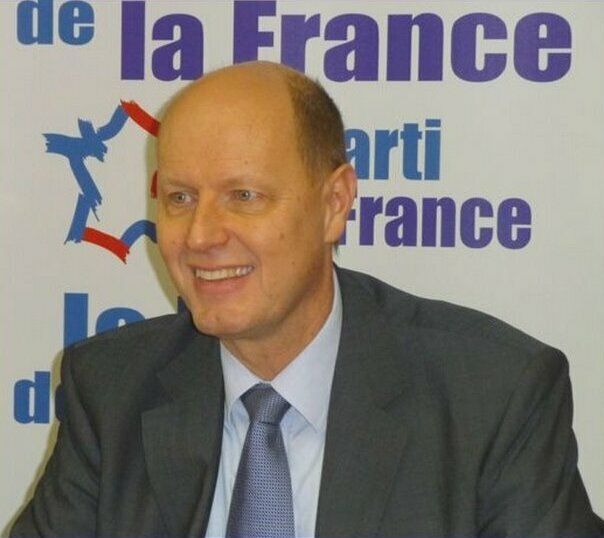
Carl Lang

Lang trat 1978 dem Front National bei. Nach seinem Studienabschluss 1980 als Krankengymnast stieg er 1982 in das Zentralkomitee dieser Partei auf und leitete 1983 die Wahlkampagne Jean-Marie Le Pens für die Gemeindewahlen im 20. Pariser Arrondissement. Er leitete von 1983 bis 1986 die Jugendorganisation Front national de la jeunesse, wurde 1985 in das Politbüro der Partei gewählt und bekleidete von 1988 bis 1995 das Amt des Generalsekretärs der Partei. Nachdem er 1999 erneut zum Generalsekretär des Front National berufen wurde, entließ ihn Le Pen am 11. Oktober 2005 aus diesem Amt. Im Februar 2009 gründete er die Partei Parti de la France.
Neben politischen Mandaten auf regionaler und kommunaler Ebene in den Regionalräten der Haute-Normandie (1986–1992) und des Nord-Pas-de-Calais (1992–2010) und im Stadtrat von Lille (1995–1996) erlangte Carl Lang bei den Wahlen 1994, 1999 und 2004 einen Sitz im Europaparlament. Bei der Europawahl in Frankreich 2009 war er Kandidat im Wahlkreis Nord-Ouest. Im November 2011 war er federführend an der Gründung der neuen Partei Union de la Droite nationale beteiligt, einem Zusammenschluss der Parti de la France mit weiteren rechtsextremen Bewegungen, die den neuen gemäßigteren Kurs der FN ablehnen. Sein Versuch, als Kandidat dieses Bündnisses zur Präsidentschaftswahl 2012 zu kandidieren, scheiterte an den 500 dafür notwendigen Unterschriften von Mandatsträgern.